# Grenzbrigade 2

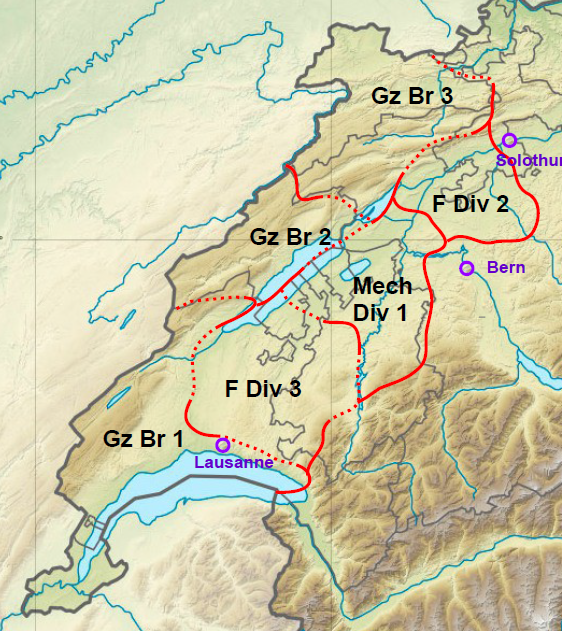
Grenzbrigade 2 im Grunddispositiv von 1992

Die Grenzbrigade 2 (Gz Br 2) (französisch brigade frontière 2) war eine von elf Grenzbrigaden der Schweizer Armee. Sie war dem 1. Armeekorps (seit 1961 Feldarmeekorps 1, FAK 1) unterstellt und bestand von 1938 bis 1994 (Armee 95).

## Geschichte
Die Grenztruppen wurden in Übereinstimmung mit dem Haager Abkommen mit der Truppenordnung 1938 (TO 38) neu organisiert und 11 Grenzbrigaden (Gz Br) geschaffen. Neben den Grenzfüsilierbataillonen verfügten sie über eine Kompanie Radfahrer, motorisierte Mitrailleure und Infanteriekanoniere.
Die praktische Umsetzung der militärischen Neutralität erfolgte im 19. und 20. Jahrhundert durch die sogenannte «Grenzbesetzung» bei militärischen Konflikten nahe dem schweizerischen Staatsgebiet. Während des Ersten Weltkriegs (Grenzbesetzung 1914–1918) bildete die Fortifikation Murten im Raum der Grenzbrigade 2 die wichtigste Armeestellung gegen Westen.
Damit die Grenzverteidigung (Grenzbesetzung) trotz der rasanten Weiterentwicklung der Kriegstechnik glaubwürdig blieb, beschloss der Bundesrat, die Verteidigungslinie mit permanenten in der Tiefe gestaffelten Grenzbefestigungen zu verstärken. 1935 liessen die Bundesbehörden das Büro für Befestigungsbauten (BBB) wieder beleben und ab 1937 wurde vorerst bei der Grenzbefestigung (Festung Sargans usw.) wieder gebaut.
Der Raum der Grenzbrigade (1938–1994) wurde begrenzt durch den Raum vom Col des Etroits (Sainte-Croix) ⊙ bis Biaufond (Les Bois JU) ⊙ und in der Tiefe bis an den Neuenburgersee bei Vaumarcus ⊙ und an den Bielersee bei Erlach ⊙.
Der Einsatzraum der Grenzbrigade 2 umfasste den Kanton Neuenburg, den Raum Saint-Imier, kleine Gebiete des Kantons Waadt und hatte eine Frontbreite gegen Frankreich mit rund 85 km.
Die Grenzbrigade 2 war für Ausbildung und Einsatzvorbereitung dem 1. Armeekorps zugewiesen. Die Unterstellung während des Einsatzes wurde durch den jeweiligen Operationsplan bestimmt. In allen Verbänden der Grenztruppen wurden Milizsoldaten mit Wohnsitz im Einsatzraum eingeteilt, weil die Grenztruppen im Mobilmachungsfall als erste aufgeboten wurden und sofort einsatzbereit sein mussten, damit die Mobilmachung des Gros der Armee nicht gestört werden konnte.
Am 28. August 1939, kurz vor dem Ausbruch des Zweiten Weltkriegs wurde die Grenzbrigade 2 mobilisiert. Bis zum 6. September 1939 waren 7.075 Offiziere, Unteroffiziere und Soldaten mit 264 leichten Maschinengewehren, 99 Maschinengewehren 11, 16 8,1 cm Minenwerfer 33 und 34 4,7 cm Infanteriekanonen 35 zum Aktivdienst eingerückt. Der Kommandoposten der Brigade wurde im Hôtel du soleil in Neuenburg und später in der Klinik du Chanet eingerichtet.
Die Truppe begann unter grossen Anstrengungen ihre Festungen und Panzerhindernisse zu bauen. Die Festung Valangin wurde 1939 grösstenteils durch die Truppe erstellt. Von September 1939 bis Juni 1940 wurde die Brigade durch die 2. Division verstärkt und befehligt. Die Leichte Brigade 2 besetzte die Freiberge, das Infanterieregiment 13 die Front Les Brenets-Sommartel. Die Aufklärungsgruppe 2 patrouillierte im Vallée des Ponts, das Infanterieregiment 8 installierte sich zwischen der Vue des Alpes und La Tourne und das Infanterieregiment 1 zwischen dem Creux du Van und Vaumarcus.
Mitte Juni 1940, als die deutsche Wehrmacht die Grenze im Jura erreichte, befand sich die 2. Division im Raum der Grenzbrigade 3. Das Füsilierbataillon 18 wurde eilig nach Saignelégier und das Füsilierbataillon 19 nach Les Verrières verlegt.
Vom 16. bis 22. Juni 1940 war die Grenzbrigade 2 teilweise an der Internierung des 45. Korps der Französisch-polnischen Armee beteiligt, die hauptsächlich beim Clos-du-Doubs die Grenze überschritt, während englische und belgische Abteilungen bei Col des Roches in die Schweiz abgedrängt wurden. Ab Juli 1940 zog sich die 2. Division ins Reduit zurück und liess nur das Regiment 8 zurück, um Neuenburg zu halten und dort Barrikaden und Bunker zu bauen.
Während des Aktivdienstes wurde die Brigade durch die Territorialbataillone 166 und 167 als ad hoc Regiment in der Basse Areuse und in Neuenburg verstärkt. Mit der Ankunft der Armée de Lattre in der Franche-Comté im August 1944 wurden wieder Felddivisionen bis November an die Grenze verlegt.
Während des Aktivdienstes wurden der Brigade die Freiwillige Grenzschutzkompanie II (ab April 1942: Festungswachtkorps FWK) zugeteilt und die Territorialbataillone 135, 166, 167, 169 unterstellt (bis Truppenordnung 51). Zudem wurden eine Zerstörungsabteilung aufgestellt (bis Truppenordnung 61) sowie ein Brieftaubendetachement zugeteilt (mit Truppenordnung 61 als Grenzübermittlungskompanie).
1952 verliess das Regiment 43 die Grenzbrigade 2 und wurde der Grenzbrigade 3 unterstellt.
Die Brigade hatte den Auftrag, die Hauptachsen nach Neuenburg und Biel mit dem Raum Murten ab Grenze zu sperren, den Abnützungskampf ab Grenze zu führen und den Neutralitätsschutzdienst (NSD) sicherzustellen. Die Landesgrenze befindet sich hier am nächsten bei der Bundeshauptstadt Bern.

### Einheiten (Stand 1938)
- Grenzregimenter 43 (Bataillone 221, 222, 223), 44 (Bat 224, 225) 45 (Bat 226, 227)
- Motorisierte Infanteriekanonenkompanie (Mot Ik Kp) 22,
- Motorisierte Mitrailleurkompanie (Mot Mitr Kp) 2
- Radfahrerkompanie (Rdf Kp) 22

### Einheiten (Stand 1994)
Die Grenzbrigade 2 umfasste:
- Infanterieregimenter 44, 45
- Genieabteilung 42
- vier Grenadierkompanien
- Füsilierbataillon 302
- Festungskompanie 102 (12 cm Festungsminenwerfer)
- Werkkompanien 4, 5

### Kommandoposten und Sperrstellen
Die Werke und Sperrstellen der Grenzbrigade 2 liegen im Kanton Waadt. 1947 wurde das Grenzregiment 43 neu der Grenzbrigade 3 unterstellt, weshalb etliche Sperrstellen der ursprünglichen Grenzbrigade 2 nun bei der Grenzbrigade 3 sind:
- Kommandoposten (KP): KP Grenzbrigade 2 Le Trempley ⊙

- Sperrstellen (Sperrstellen von nationaler Bedeutung mit *)[2]: Belleroche, Boinod, Bregot, Brot Dessous, Buttes, Chambrelien, Chanélaz, Chaumont, Corps de Garde, Col des Roches, Combe aux Fies, Combe Biosse, Cortaillod, Cucheroud, Erlach-Jolimont*, Gampelen*, Grand Suvagnier, Haut de la Tour*, La Baume, La Clusette*, La Chaux-de-Fonds, La Combe-Léonard, La Côte aux-Fées, L'Engolieu, La Molta, La Sauge, Le Coeufier, Le Furcil, Les Brenetets, Les Bugnenets, Les Convers, Les Eroges, Mauvaise-Combe, Neuenburg, Noiraigue, Pertuis, Pont de la Roche, Quarteron Provence, Valangin*, Vue des Alpes*[3]

## Sperrstellen im Kanton Neuenburg
Die meisten Sperrstellen mit wenigen Ausnahmen befinden sich auf dem Gebiet des Kantons Neuenburg.

### Sperrstellen La Chaux-de-Fonds
- Infanteriebunker «Malakoff» La Chaux-de-Fonds (2021 abgebrochen) ⊙[4]
- Infanteriebunker Corps de Garde A 850 (2017 rückgebaut) ⊙
- Infanteriebunker Corps de Garde A 851:Stützmauer als Tarnung ⊙
- Infanteriebunker Haute Maison West A 852 Mi-Côte, Gros Claude
- Infanteriebunker Haute Maison Ost A 853 Mi-Côte, Gros Claude
- Infanteriebunker «Maison Monsieur» Corps de Garde ⊙
- Infanteriebunker Les Brenetets Sud-Ouest A 854 ⊙
- Infanteriebunker Les Brenetets Sud-Est A 855 ⊙
- Infanteriebunker Les Brenetets Nord-Ouest A 856 ⊙
- Infanteriebunker Les Brenetets Nord-Est A 857 ⊙
- Infanteriebunker Les Planchettes 858

### Sperrstellen Le Locle
- Infanteriebunker Les Eroges A 862 ⊙
- Infanteriebunker La Molière A 863 Le Locle ⊙
- Infanteriebunker Belleroche A 864 ⊙
- 3Infanteriebunker Belleroche A 865 ⊙
- Infanteriebunker La Baume Ost A 866 ⊙
- Infanteriebunker La Baume West A 867 ⊙
- Bachsperre La Baume ⊙
- Infanteriebunker Les Convers A 872 ⊙
- Infanteriebunker Les Convers A 873 ⊙
- Infanteriebunker Les Convers A 874 ⊙
- Infanteriebunker Les Convers A 875 ⊙
- Infanteriebunker Les Convers A 876
- Infanteriebunker Boinod A 877 ⊙
- Infanteriebunker Pre de Suze Ouest A 878 ⊙
- Infanteriebunker Pre de Suze Est A 879 ⊙

### Sperrstelle Vue des Alpes

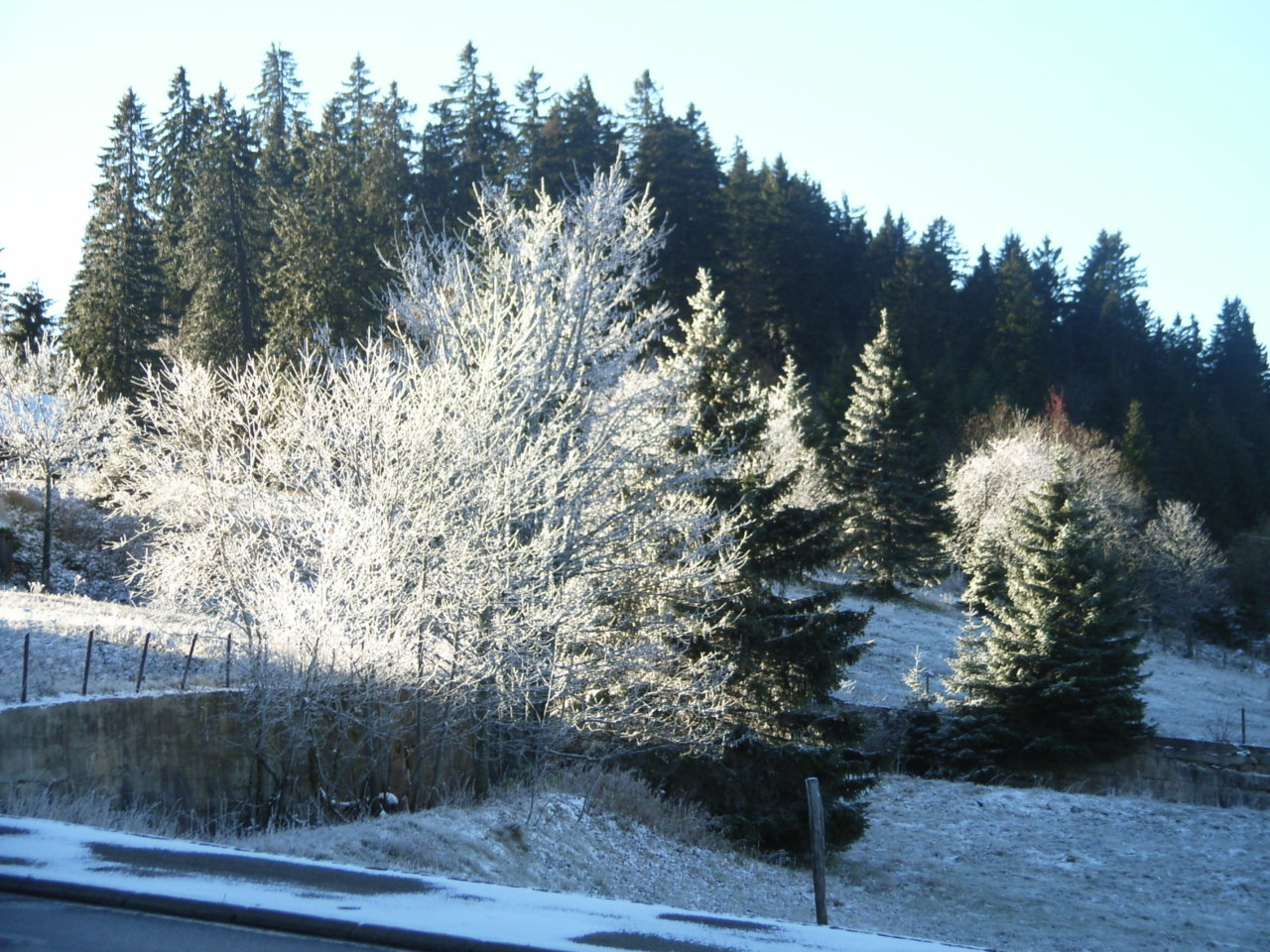
Panzersperre

Auf dem Pass wurde während des Zweiten Weltkriegs zur Sicherung der Schweizer Westgrenze eine Sperrstelle der Grenzbrigade 2 errichtet. Die Sperrstelle auf dem Gebiet der ehemaligen Gemeinde Fontaines besteht aus mehreren Bunkern, Panzersperre und Barrikaden. Sie gilt als Sperrstelle von nationaler Bedeutung.
- Infanteriebunker Vue des Alpes A 880 ⊙
- Infanteriebunker Vue des Alpes A 881 ⊙
- Beobachter Vue des Alpes A 882 ⊙
- Infanteriebunker Vue des Alpes A 883 	⊙
- Infanteriebunker Vue des Alpes A 884 	⊙
- Panzersperre GPH Vue des Alpes ⊙

### Sperrstellen Val de Ruz
- Infanteriebunker Pertuis Süd A 891: Pak ⊙
- Infanteriebunker Pertuis Ost A 892 ⊙
- Infanteriebunker Combe Biosse A 893
- Infanteriebunker Combe Biosse A 894
- GPH Combe Biosse ⊙
- Infanteriebunker La Molta Est A 895 ⊙
- Infanteriebunker La Molta Ouest A 896 ⊙
- Infanteriebunker Combe aux Fies A 899
- Infanteriebunker Les Lapples A 901 ⊙
- Infanteriebunker Combe Leonard A 905 ⊙
- Infanteriebunker Combe Léonard A 906 ⊙
- Infanteriebunker Engolieu A 908 (2008 rückgebaut)
- Infanteriebunker Engolieu A 909 (2008 rückgebaut)
- Infanteriebunker Bregot A 910 ⊙
- Infanteriebunker Bregot A 911 ⊙

### Sperrstellen Val de Travers
- Infanteriebunker Chambrelien A 912 ⊙
- Infanteriebunker Chambrelien A 913 ⊙
- GPH Chambrellien ⊙
- Infanteriebunker La Sauge A 914 ⊙
- Kommandoposten Gz Rgt 45/Kaverne La Sauge A 915 ⊙
- Infanteriewerk «La Cote Aux Fees» A 920 Buttes ⊙

### Sperrstelle Haut de la Tour

Pont de la Roche, Fleurier

Die Sperrstelle Haut de la Tour umfasst rund ein Dutzend meist in den Fels gebauten Bunker und Objekte in den Engpässen nördlich von Fleurier, an der Grenze zu Saint-Sulpice, und an der Strasse zwischen Fleurier und Les Verrières. Sie gilt als Sperrstelle von nationaler Bedeutung.
- Infanteriewerk A 918 Haut de la Tour
- Infanteriewerk A 919 Haut de la Tour
- Infanteriebunker La Robella A 925
- Infanteriebunker Pont de la Roche Nord A 926 ⊙
- Infanteriebunker Pont de la Roche Sud A 927 ⊙
- Strassenbarrikade Bois des Rutelins ⊙

### Sperrstelle Couvet
- Infanteriebunker Moulin de la Roche A 928 ⊙
- IK-Schild Môtiers A 929 ⊙
- GPH Môtiers ⊙
- Kanonenschild Couvet A 930 ⊙[8]

### Sperrstellen La Clusette
Die Sperrstellen La Clusette (Armeebezeichnung Nr. 944) befindet sich auf dem Gebiet der ehemaligen Gemeinde Brot-Dessous. Sie gilt als Sperrstelle von nationaler Bedeutung.
- Infanteriebunker Le Coeufier A 932 ⊙
- Infanteriebunker A 934 ⊙
- Infanteriewerk La Clusette Süd A 935 	⊙
- Infanteriewerk La Clusette Nord A 936 ⊙
- Infanteriebunker Brot Dessous A 941 ⊙
- Infanteriewerk Nord A 944 La Clusette	⊙

### Sperrstelle Crêt-de-l'Anneau

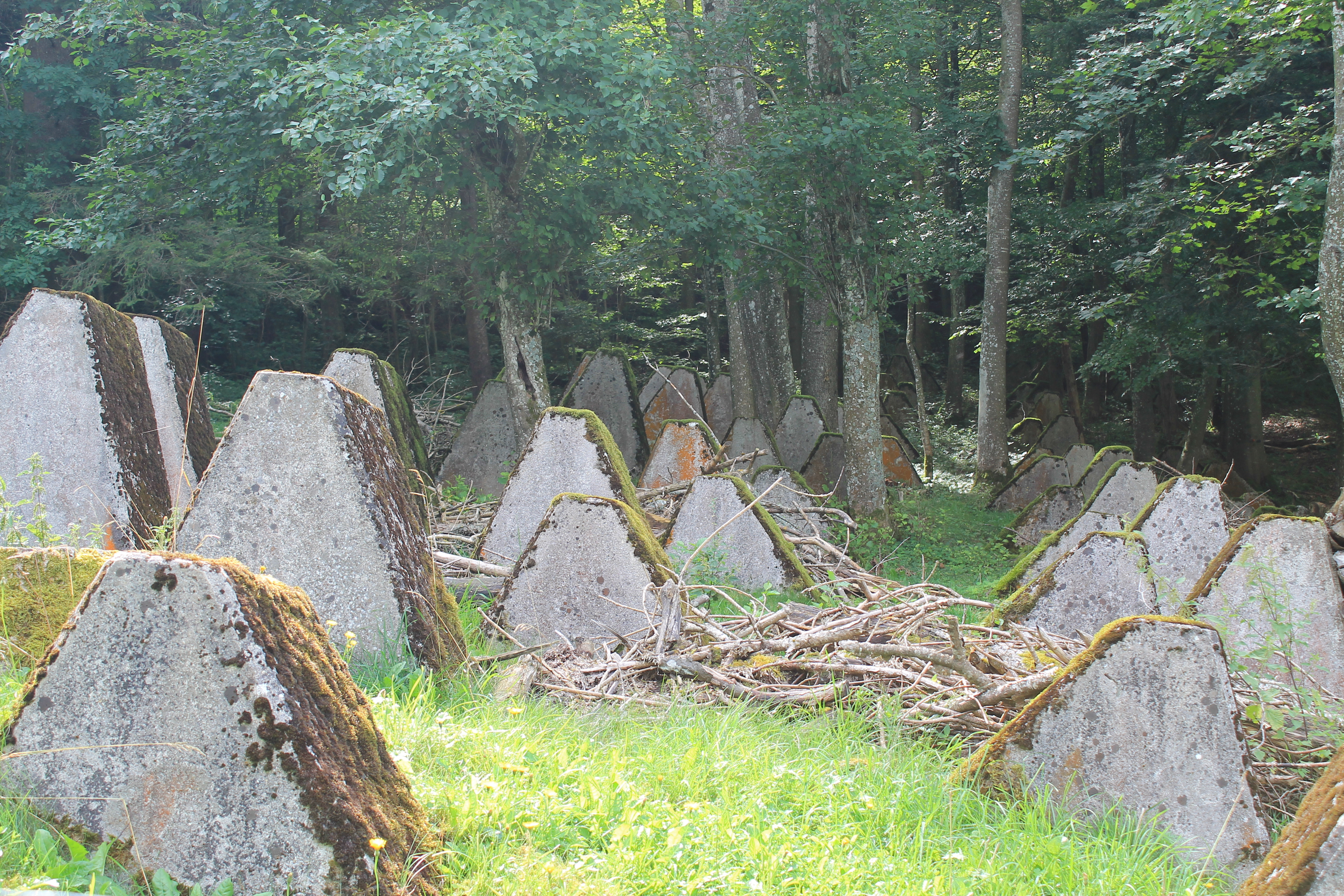
Panzersperre GPH Vers chez Joly

Die Sperrstelle Crêt-de-l'Anneau befindet sich auf dem Gebiet der ehemaligen Gemeinde Noiraigue. Sie gilt als Sperrstelle von nationaler Bedeutung.
- Infanteriebunker Le Furcil A 937 ⊙
- Infanteriebunker Vers chez Joly A 938	⊙
- Infanteriebunker Les Oeuillons A 939 	⊙
- Infanteriebunker Les Oeuillons A 940
- GPH und Nomadenhaus Vers chez Joly ⊙
- Tankgraben Crêt-de-l’Anneau ⊙

### Sperrstelle Valangin
Die Sperrstelle Valangin (Fenin) befindet sich an der Achse, die von Norden der Stadt Neuenburg durch die Schlucht von Seyon bis in den Süden von Valangin und Fenin reicht. Sie schliesst die heute noch vorhandenen Stadtbefestigungen mit ein und besteht aus rund 20 Objekten. Sie gilt als Sperrstelle von nationaler Bedeutung.
- Infanteriebunker Valangin Est A 950 ⊙
- Infanteriebunker Valangin Ouest A 951 ⊙
- Infanteriebunker Fenin Sud A 952 ⊙
- Infanteriebunker Fenin Nord A 953 ⊙
- Infanteriebunker Neuchâtel «Poudrière 47» A 957 ⊙
- Infanteriebunker «Poudrière 79» A 95X Neuchâtel ⊙
- Infanteriebunker «Champ-Bougin» A 95X Neuchâtel	⊙
- Infanteriebunker «Trois Portes» A 95X Neuchâtel	⊙
- Infanteriebunker Vaumarcus A 980 ⊙

## Sperrstellen in anderen Kantonen

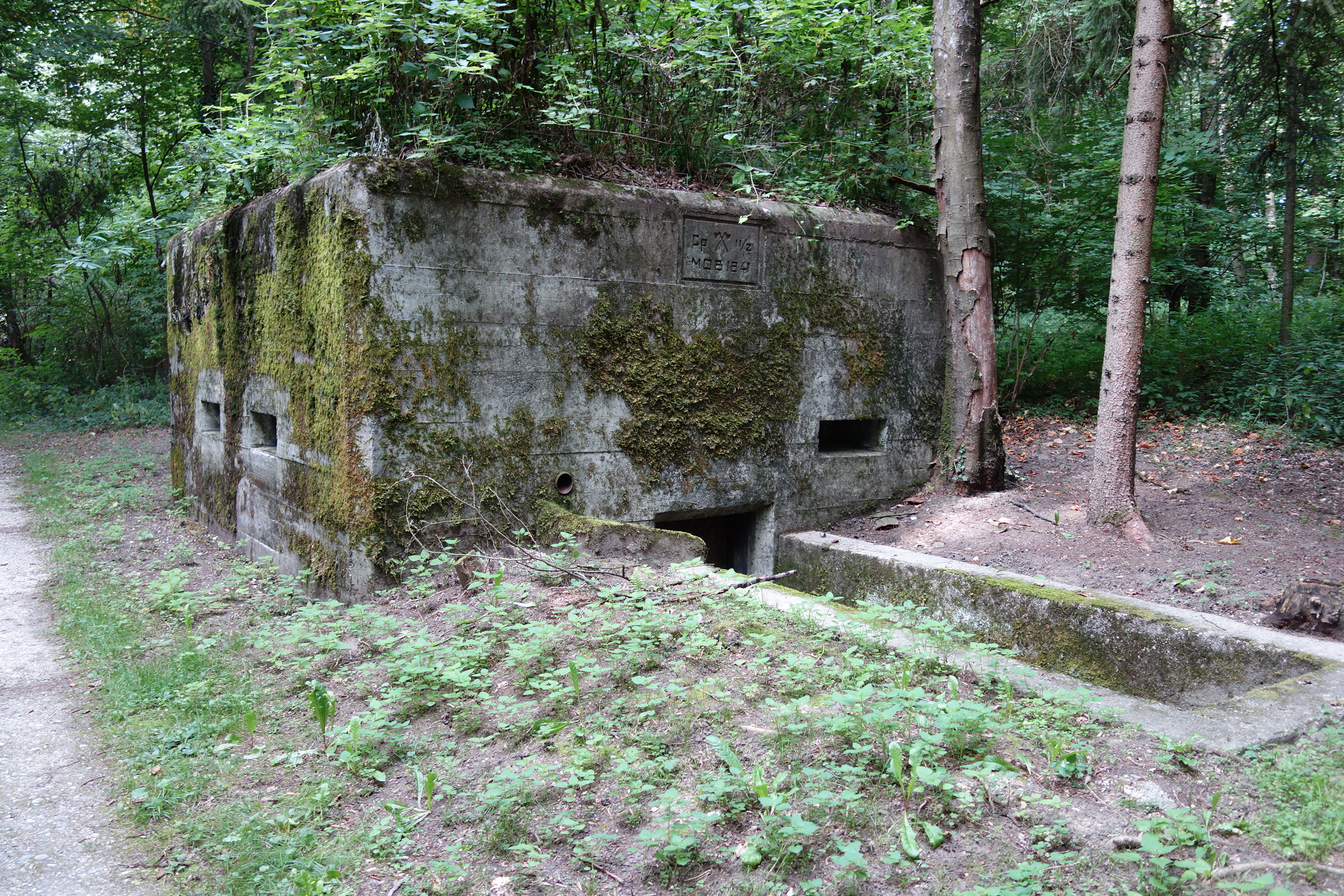
Infanteriebunker A 1041 Chlosterwald, Erlach-Jolimont

- Infanteriebunker La Poettaz N A 970 Le Quarteron VD ⊙
- Infanteriebunker La Poettaz S A 971 Le Quarteron VD	⊙
- Infanteriebunker Petit Fordon VD (abgebrochen) A 972
- Infanteriebunker Petit Fordon VD (abgebrochen) A 973
- Infanteriebunker Le Crochet VD (andere Talseite von Le Quarteron) A 974 		⊙
- Infanteriebunker Chanélaz A 982
- Infanteriebunker Fôret du Droit A 1561 Sonvillier BE ⊙
- Infanteriebunker Mont Soleil BE A 1562	⊙
- Infanteriebunker L’Egasse Ouest A 1566 Chasseral BE ⊙
- Infanteriebunker Mont Crosin BE A 1568	⊙
- Unterstand L’Egasse A 1578 Chasseral BE ⊙
- Erlach-Jolimont BE
- Gampelen BE

## Kommandanten der Grenzbrigade 2
- Louis Carbonnier, Oberst, *1886, Architekt in Neuenburg (während der Periode 1936/38 – 1945).
- Marcel Krügel, Oberst, *1893, Fabrikant für Uhrenlagersteine in Travers.
- Jean Grize, Oberst, *1895, Direktor der Handelsschule in Neuenburg.
- Georges Marti, Oberst, *1903, Apotheker in Cernier.
- Pierre Glasson, Oberst, *1907, Präsident der Vereinigung der Zigarettenfabrikanten in Freiburg.
- Léo DuPasquier, Brigadier, *1910, Generaldirektor der Ebauches SA in Neuenburg.
- Ernest Grandjean, Brigadier, *1916, Stellvertreter des Waffenchefs der Mechanisierten und Leichten Truppen in Thun.
- Gilles Chavaillaz, Brigadier, *1922, Instruktionsoffizier der Mechanisierten und Leichten Truppen in Posieux

## Museum, Besichtigungen
Der Verein Pro Fortins Neuenburg organisiert Besichtigungen der Festungswerke Valangin (Verrou de Valangin, 2 Werke) und des befestigten Dispositiv des Val-de-Travers (10 Werke).